# Соколовский сельсовет (Брестская область)
Соколовский сельсовет (бел. Сакалоўскі сельсавет) — административная единица на территории Берёзовского района Брестской области Беларуси. Административный центр — агрогородок Соколово.

## Состав
В состав сельсовета входят 1 агрогородок и 4 деревни:
| Населённый пункт | Статус      | Площадь, км² | Население | Население | +/–   | СОАТО         | Координаты                      |
| Населённый пункт | Статус      | Площадь, км² | 2009      | 2019      | +/–   | СОАТО         | Координаты                      |
| ---------------- | ----------- | ------------ | --------- | --------- | ----- | ------------- | ------------------------------- |
| Бронная Гора     | деревня     | 1,4736       | 773       | 677       | ▼ 96  | 1 208 863 006 | 52°36′36″ с. ш. 25°05′48″ в. д. |
| Огородники       | деревня     | 1,65         | 298       | 244       | ▼ 54  | 1 208 863 011 | 52°32′24″ с. ш. 25°05′28″ в. д. |
| Речица           | деревня     | 1,4898       | 254       | 195       | ▼ 59  | 1 208 863 016 | 52°34′10″ с. ш. 25°08′30″ в. д. |
| Смолярка         | деревня     | 0,2884       | 33        | 30        | ▼ 3   | 1 208 863 021 | 52°33′22″ с. ш. 25°02′43″ в. д. |
| Соколово         | агрогородок | 1,4507       | 678       | 604       | ▼ 74  | 1 208 863 026 | 52°32′31″ с. ш. 25°04′31″ в. д. |
| ВСЕГО            | ВСЕГО       | ВСЕГО        | 2036      | 1750      | ▼ 286 |               |                                 |

Источник: 

## Культура
- Музей оружия в д. Бронная Гора[3]